# أفضل ممارسة

لوغو يخض مؤسسة المقاييس

أفضل مما رسة هي طرق وتقنيات تظهر نتائج فعالة وثم تطبق في الأفعال.

## روابط خارجية
- IETF Best Current Practice RFCs List - Internet Engineering Task Force